# Hydrolycus tatauaia
Hydrolycus tatauaia är en fiskart som beskrevs av Toledo-piza, Menezes och Santos, 1999. Hydrolycus tatauaia ingår i släktet Hydrolycus och familjen Cynodontidae. Inga underarter finns listade i Catalogue of Life.